# Macraspis pubiventris
Macraspis pubiventris är en skalbaggsart som beskrevs av Blanchard 1851. Macraspis pubiventris ingår i släktet Macraspis och familjen Rutelidae. Inga underarter finns listade i Catalogue of Life.